# Djorkaeff Reasco
Djorkaeff Néicer Reasco González (Quito, 18 januari 1999) is een Ecuadoraans voetballer die sinds 2022 uitkomt voor Newell's Old Boys.

## Clubcarrière
Reasco maakte zijn profdebuut in het shirt van LDU Quito. De club leende hem in 2020 uit aan het Mexicaanse Dorados de Sinaloa. In februari 2022 versierde hij een transfer naar de Argentijnse eersteklasser Newell's Old Boys.

## Interlandcarrière
Reasco maakte op 27 oktober 2021 zijn interlanddebuut voor Ecuador in een vriendschappelijke interland tegen Mexico. Reasco viel in de 65e minuut in bij een 2-2-tussenstand en gaf in de 75e minuut een assist aan Wálter Chalá, waarop die de 2-3-eindscore vastlegde. In november 2022 werd Reasco, die op dat moment nog maar vier interlands had gespeeld, door bondscoach Gustavo Alfaro geselecteerd voor het WK 2022.

## Privé
- Reasco is de zoon van Neicer Reasco, die met Ecuador deelnam aan het WK 2006.